# Waipaoa
Waipaoa là một chi ốc biển, là động vật thân mềm chân bụng sống ở biển trong họ Cancellariidae.

## Các loài
Các loài trong chi Waipaoa gồm có:
- Waipaoa marwicki Dell, 1956[2]